# Bâgé-la-Ville
Bâgé-la-Ville korábbi község (település) Franciaországban, Ain megyében. 2018. január 1-jén Dommartin községgel egyesült és delegált községként Bâgé-Dommartin új község része lett.
Lakosainak száma 3188 fő (2018. január 1.). Bâgé-la-Ville Bâgé-le-Châtel, Chevroux, Dommartin, Feillens, Manziat, Replonges, Saint-André-de-Bâgé, Saint-Cyr-sur-Menthon, Saint-Didier-d’Aussiat, Saint-Genis-sur-Menthon és Saint-Jean-sur-Veyle községekkel határos.

## Népesség
A település népességének változása:
| Lakosok száma | 3154 | 3177 | 4191 | 3200 | 3188 |
|               | 2013 | 2015 | 2016 | 2017 | 2018 |